# Казьмин, Юрий Алексеевич
Юрий Алексеевич Казьмин (24 мая 1936 — 12 июня 2002) — советский и российский журналист. В 1990-е годы был главным редактором газеты «Гудок».

## Биография
Юрий Казьмин родился 24 мая 1936 года.
Проходил срочную армейскую службу на Северном флоте, был артиллеристом на эсминце. После демобилизации работал электромонтёром.
Окончил исторический факультет Московского государственного университета имени М. В. Ломоносова.
Первоначально работал корреспондентом газеты «За рулём автомобиля». В дальнейшем был заместителем редактора отдела промышленности и транспорта подмосковной областной газеты «Ленинское знамя».
После этого перешёл в главную партийную газету «Правда», где проработал 23 года. Здесь Казьмин был специальным корреспондентом отдела экономики, собственным корреспондентом по ГДР и Западному Берлину, заведовал московским корреспондентским пунктом. Особое внимание уделял теме транспорта, за что получил от коллег произвище «Друг железки».
По предложению министра путей сообщения СССР Николая Конарева занял пост главного редактора газеты «Гудок». Руководил изданием в 1990-е годы. Организовал при газете Булгаковский литературный конкурс, в котором участвовали работники транспорта, журналисты, писатели, в том числе Валентин Распутин и Виктор Розов. Был инициатором выпуска тематической полосы «Клуб знаменитых капитанов», на которой публиковались биографии и приключения железнодорожников.
Был секретарём Союза журналистов Москвы.
Занимался публицистикой, написал три книги о Байкало-Амурской магистрали.
Увлекался исторической литературой, автомобилизмом, любил прогулки по подмосковным лесам.
Заслуженный работник культуры РФ.
Умер в 2002 году. Похоронен на Хованском кладбище.

## Семья
Был женат, вырастил сына. Младший брат Юрия Казьмина был художником.